# Флаг Великого княжества Литовского
Флаг Великого княжества Литовского —  один из официальных государственных символов  Великого княжества Литовского, Русского и Жемойтского наряду с гербом и гимном.

## История
Первое упоминание великокняжеского флага приведено в хронике Виганда Марбургского, где опоминается бой под Байербургом в 1337 году, когда командир стрелков Тевтонского ордена «поджигающей стрелой зажег флаг и сразу после этого попал стрелой Тракайскому королю идолопоклонников в шею между лопаток, и [тот] умер».
Описание знамён литовских полков приводит польский историк XV века Ян Длугош в своей Хроника великих королей Польши сообщая о Грюнвальдской битве в 1410 году: красные флаги с всадником на белом (великокняжеский), чёрном, гнедом, сером в яблоках коне — 30 полков, красные флаги с золотыми столпами — 10 тракайских полков (т.е. личные полки Витовта).
В 1422 году Витовт послал в Чехию 5-тысячное войско, и назначил своим наместником в Чехии Сигизмунда Корибутовича — племянника Ягайлы. Сохранился рисунок 1443 года, на котором Сигизмунд несёт знамя с гербом княжества, верхний край знамени имеет узкий хвост. Сложно сказать, является ли это изображением реального знамени или же это всего лишь видение художника, который, конечно же, знаком был с геральдикой княжества. Но пока нет более достоверных источников, изображенный здесь можно считать отправной точкой для описания того, как могли выглядеть знамена в XV веке.
В 1578 году Александр Гваньини впервые описа́л государственный флаг. Флаг Великого княжества Литовского был сделан из красного шелка и имел четыре хвоста. На его главной стороне, справа от древка флага, под княжеской короной изображён рыцарь на белом коне; на другой стороне образ Богородицы. Пресвятая Богородица считалась покровительницей княжества; даже самые видные государственные деятели предпочитали её изображение на своих флагах. Позже упоминается только рыцарь, вышитый по обеим сторонам Государственного флага.
Сохранился «коронационное» знамя 1734 года. На коронации Августа III 17 января 1734 года в соборе св. Станислава в Кракове короля сопровождали два «главных флага» Литовского княжества и Польского королевства. Флаг Великого княжества Литовского представлял собой прямоугольное полотнище из четырёх полос сине-чёрного шелка. В центре изображён герб из цветного шёлка с вышивкой золотыми и серебряными нитями. Флагшток с железным позолоченным наконечником. Размеры: 220x188 сантиметров.
Красный флаг с белым всадником просуществовал до конца XVIII века, а последним правителем, использовавшим его, был король польский и великий князь литовский Станислав Август Понятовский (1764—1795). Его флаг был малиновым, с двумя хвостами и с изображением всадника на главной стороне и вензелем правителя — SAR (лат. Stanislaus Augustus Rex) с другой стороны. Такой же вензель помещался на навершии древка.
- Флаг Сигизмунда Корибутовича. С рисунка 1443 года
- Флаг Витовта Великого, использовавшийся во время Констанцского собора 1416 г.
- Флаг Ягайлы, использовавшийся во время Констанцского собора 1416 г.
- Военное знамя времён правления Августа Сильного[5]. 1702 год
- Знамя с коронации Августа III. 1734 год
- Военное знамя ВКЛ времён Станислава Понятовского (1764—1795)[6]